# Fantompojken
Fantompojken (originaltitel: Phantom Boy) är en fransk-belgisk animerad film från 2015 i regi av Alain Gagnol och Jean-Loup Felicioli och producerad av studion Folimage. Det är en detektivfilm med fantasyinslag.

## Handling
11-åriga Leo bor i New York. Livet är inte lätt för honom: han är inlagd på sjukhus på grund av sjukdom. Han upptäcker då att han besitter en extraordinär kraft: han kan lämna sitt mänskliga skal sovande och låta sin "själ" sväva runt på himlen i en immateriell, osynlig och opartisk form, medan hans fysiska kropp förblir sovande. I denna form kan han gå var som helst och till och med genom väggar. Samtidigt är Alex, en polis, inlagd på samma sjukhus efter att ha brutit benet; detta hjälper honom inte alls, eftersom han var på spåren efter en bandit vars smeknamn är den enda information han har om honom. Banditen planerar att ta kontroll över staden med hjälp av ett virus som sprider sig till alla datorer i staden inom de närmaste tjugofyra timmarna. Leo och Alex kommer sedan att slå sig samman för att rädda staden, allt på mindre än ett dygn.

## Rollista
- Édouard Baer — Alex Tanguy
- Jean-Pierre Marielle — mannen med det trasiga ansiktet
- Audrey Tautou — Mary Delauney
- Jackie Berroyer — mullvaden
- Gaspard Gagnol — Léo
- Noa Bernaoui-Savreux — Titi
- Patrick Ridremont — den lilla nervösa / brytaren / utrotaren
- Yves Barbaut — polismästare Simon
- Philippe Peythieu — borgmästaren / Dino

### Svenska röster
- Edvin Ryding — Leo
- Andreas Rothlin Svensson — Alex
- Mikaela Tidermark — Marie
- Bengt Järnblad — skurk
- Jan Modin — kommissarie
- Fabienne Glader — Titti
- My Bodell — mamma
- Albin Flinkas — pappa
- Övriga roller — Anders Byström, Ole Ornered, Peter Gröning, Per Sandborgh, Johan Wahlström, Jennie Jahns, Stephan Karlsén, Alida Morberg
- Inspelningsstudio — Cineast Dub
- Projektledare — Caroline Strömberg
- Inspelningstekniker — Robert Iversen
- Dialogregissör — Maria Rydberg
- Mixtekniker — Magnus Veigas
- Översättare — Pow Localisation[3]